# Jules Payot
Pour les articles homonymes, voir Payot.
Jules Payot,  né le 10 avril 1859, mort le 30 janvier 1940 à Aix-en-Provence, est un pédagogue et universitaire français.

## Biographie
Payot est né en 1859 à Chamonix. Il fut une figure de premier plan dans l'enseignement laïque et en 1907, il fut nommé recteur des académies de Chambéry et d'Aix-en-Provence.
Selon le procès-verbal pris par le secrétaire de la faculté de l'École normale, Payot a présenté sa candidature à la présidence vacante en pédagogie précédemment occupé par le professeur Ferdinand Buisson. La présidence fut finalement accordée au sociologue Émile Durkheim.
Payot a reçu dix voix au premier scrutin, perdant ainsi derrière Malapert, qui, à son tour, a perdu contre Durkheim.
Parmi ses livres les plus célèbres, Éducation de la Volonté, qui en 1909 avait été publié dans pas moins de 32 éditions et traduit en plusieurs langues.
Il est mis à l'index par le Vatican dont deux restent encore à l'Index en 1948. Son livre La morale à l'école fait partie des 13 livres interdits qui seront à l'origine de la lettre pastorale des cardinaux, archevêques et évêques de France du 14 septembre 1909 justifiant le refus des sacrements aux parents dont les enfants utilisent ces livres.

## Œuvres
- 1894 : L'éducation de la Volonté, Paris, Félix Alcan, coll. «Bibliothèque de philosophie contemporaine», 1894 ; rééd. Culture & Racines, 233 p., 2022  (ISBN 978-2491861278)
- 1895 : L'éducation de la démocratie, éditions Armand Colin, 1895
- 1896 : De la croyance, thèse pour le doctorat, présentée à la Faculté des lettres de Paris, Paris, Félix Alcan, coll. «Bibliothèque de philosophie contemporaine», 1896
- 1897 : Avant d'entrer dans la vie: aux instituteurs et aux institutrices, conseils et directions pratiques, Armand Colin, 1897
- 1900 : "Congrès international de l'enseignement primaire du 2 au 5 août 1900 à la Sorbonne", par Jules Payot, Édouard Petit, Émilien Cazes, Paul Strauss, Jean-Cyrille Cavé, A. Lacabe, ... Document administratif de l'Éducation nationale, 1900
- 1904 : Aux instituteurs & institutrices: conseils & directions pratiques, éditions Armand Colin
- 1904 : Les idées de M. Bourru, délégué cantonal, éditions Armand Colin, 1904
- 1904 : Cours de morale, éditions Armand Colin, 1904
- 1908 : La morale à l'école, éditions Armand Colin, 1908
- 1909 : Causeries pédagogiques avec William James, éditions Payot et Cie, 1909
- 1910 : Les meilleures pages des écrivains pédagogiques de Rabelais au XXe siècle: extraits avec un avant-propos et des notes, par Edmond Parisot, Félix Henry, Jules Payot, éditions Armand Colin, 1910
- 1913 : Histoire de l'enseignement secondaire en Provence. L'École centrale du département des Bouches-du-Rhône (1798-1802), avec nombreux documents inédits, par F.-N. Nicollet, Jules Payot, éditions A. Dragon, 1913
- 1914 : L'apprentissage de l'art d'écrire, éditions Armand Colin, 1914
- 1919 : Le travail intellectuel et la volonté: Suite de "L'éducation de la volonté", Paris, Félix Alcan, coll. «Bibliothèque de philosophie contemporaine», 1919
- 1920 : Autorité et discipline en matière d'éducation, Albert Autin, préface de Jules Payot, éditions Félix Alcan, 1920
- 1921 : La conquête du bonheur, Paris, Félix Alcan, coll. «Bibliothèque de philosophie contemporaine», 1921
- 1921 : La genèse de l'energie psychique: Essai de philos. biologique, par Jan Danysz, Jules Payot, éditions J.-B. Baillière, 1921
- 1924 : L'apprentissage de l'art d'écrire, éditions Armand Colin, 1924
- 1933 : Les Alpes éducatrices: mon Chamonix, éditions Payot, 1933
- 1935 : La Splendeur des cimes: la chaine du Mont-Blanc, douze aquarelles de Pierre Mandonnet, éditions G. Cairraz, 1935
- 1937 : La Faillite de l'enseignement, Librairie Félix Alcan, 1937